# جو فرایر
جو فرایر (انگلیسی: Joe Fryer؛ زادهٔ ۱۴ نوامبر ۱۹۹۵) بازیکن فوتبال است.
از باشگاه‌هایی که در آن بازی کرده است می‌توان به باشگاه فوتبال استیونج اشاره کرد.